# Деметрије II Македонски
Деметрије II био је краљ античке Македоније од 239. до 229. године п. н. е. и представник династије Антигонида.
Деметрије је био син Антигона II Гонате и истакао се већ за очевог живота захваљујући победи над епирским краљем Александром II код Дердије око 260. п. н. е. Након доласка на престо зарад превласти над Хеладом морао је да ратује против коалиције два савеза, Ахајског и Етолског. У почетку је имао успеха у борби са Грцима и проширио је македонски утицај на Беотију. Захваљујући победама над Етолцима стекао је почасни надимак Етолски, тако да га историчари понекад називају и Деметријем II Етолским. Доцнији преврат у Беотији, која је довео до увођења монархије уместо дотадашњег републиканског уређења, је пак лишио Деметрија плодова победе.
Поред тога, Деметрије је морао да води одбрамбене ратове против варварских племена Балкана која су Македонији претила са севера. У једном од таквих ратова против Дарданаца Деметрије је био фатално рањен и умро је 229. године. За собом је оставио као престолонаследника деветогодишњег Филипа V, сина Хрисејиде.
Поред Хрисејиде, Деметрије се женио бар још три пута. Хронологија његових бракова је још увек предмет неслагања међу историчарима, али су нам имена његове три жене позната: Стратоника, ћерка селеукидског краља Антиоха I Сотера, Фтија, ћерка епирског краља Александра II и Македонка Никеја, удовица краљевог рођака Александра.

## Породично стабло
|  |                            |  |  |  |  |  |  |  |  |  |  |  |  |  |  |  |
|  | 2. Антигон II Гоната       |  |  |  |  |  |  |  |  |  |  |  |  |  |  |  |
|  |                            |  |  |  |  |  |  |  |  |  |  |  |  |  |  |  |
|  |                            |  |  |  |  |  |  |  |  |  |  |  |  |  |  |  |
|  | 1. Деметрије II Македонски |  |  |  |  |  |  |  |  |  |  |  |  |  |  |  |
|  |                            |  |  |  |  |  |  |  |  |  |  |  |  |  |  |  |
|  |                            |  |  |  |  |  |  |  |  |  |  |  |  |  |  |  |
|  | 3. Фила                    |  |  |  |  |  |  |  |  |  |  |  |  |  |  |  |
|  |                            |  |  |  |  |  |  |  |  |  |  |  |  |  |  |  |
|  |                            |  |  |  |  |  |  |  |  |  |  |  |  |  |  |  |